# تقدیر چنین بود
تقدیر چنین بود نام یک فیلم ایرانی به کارگردانی ترو آل‌گیلانی و محصول سال ۱۳۳۳ می‌باشد.

## منبع
1. ↑  «تقدیر چنین بود». وبگاه سوره سینما.